# Leon Clarke
Leon Marvin Clarke (* 10. Februar 1985 in Wolverhampton) ist ein englischer Fußballspieler. Der Stürmer entstammt der Jugendakademie der Wolverhampton Wanderers, verließ den Verein dann aber im Jahr 2007.

## Sportlicher Werdegang

### Wolverhampton Wanderers (bis 2007)
Bereits als Schüler spielte Clarke in seiner Geburtsstadt in der Jugendabteilung der Wolverhampton Wanderers, besuchte die Akademie des Vereins und kam am 23. September 2003 im Ligapokal gegen den FC Darlington (2:0) zu seinem ersten Pflichtspieleinsatz für die Profimannschaft. In der Premier League erhielt er jedoch während dieser Saison keine Möglichkeit zur Bewährung. Stattdessen wurde der emsige Angreifer im Frühling 2004 für zwei Wochen an den Viertligisten Kidderminster Harriers ausgeliehen, wo er vier Mal zum Zuge kam und am 27. März 2004 gegen Lincoln City (1:1) als Einwechselspieler sein erstes Profiligaspiel absolvierte. Nach dem Abstieg der „Wolves“ in die zweitklassige Football League Championship war Clarke in der Spielzeit 2004/05 auch bei seinem Heimatklub häufiger in der Mannschaft vertreten, stand in zwölf von 31 Pflichtspielen in der Startformation und erzielte dabei acht Tore – eines davon gelang ihm bei seinem Heimspieldebüt in Molineux am 11. Oktober 2004 gegen Preston North End (2:2).
Auch während der Saison 2005/06 bestritt Clarke eine Reihe von Spielen, schoss aber in 24 Spielen nur einen Treffer. Dabei hatte er zusätzlich zu Beginn der Spielzeit von Verletzungen konkurrierender Stürmer profitiert und wurde dann nach der Verpflichtung neuer Angreifer in der Rückrunde an zwei Zweitligakonkurrenten ausgeliehen. Nach lediglich einer Woche und einem Spiel für die Queens Park Rangers half er bis zum Ende der Saison bei Plymouth Argyle aus. Nach einem weiteren halben Jahr in Wolverhampton als Ergänzungsspieler verkündete der neue Trainer Mick McCarthy im Januar 2007, dass er seine Offensivreihe „auffrischen“ wollte und zu diesem Zweck auch Leon Clarke einen Vereinswechsel nahegelegt hatte.

### Sheffield Wednesday (2007–2010)
Am 15. Januar 2007 gab mit Brian Laws der neue Trainer von Sheffield Wednesday die Verpflichtung von Leon Clarke bis zum Ende der Saison 2008/09 bekannt. Über die Ablösesumme wurde Stillschweigen vereinbart; sie betrug nach Medienangaben aber in etwa 300.000 Pfund. Es dauerte jedoch nicht lange, dass der Neuzugang, nachdem er nicht einmal in der Startelf gestanden hatte, an den Drittligisten Oldham Athletic weiterverliehen wurde und dort drei Tore in fünf Ligaspielen erzielte. Kurz nach seiner Rückkehr nach Hillsborough im April 2007 schoss er bei seinem ersten Einsatz von Beginn an ein Tor zum 2:1-Sieg gegen Cardiff City.
Bereits Ende August 2007 wurde Clarke ein weiteres Mal ausgeliehen und verblieb bis zum Jahresende bei Southend United in der Football League One. Dort hatte er einen sportlich guten Lauf, traf jeweils in den ersten fünf Ligaspielen ins gegnerische Netz und hatte am Ende mit acht Toren in 16 Meisterschaftsbegegnungen eine gute Torquote. Diese qualifizierte ihn aber vorerst nicht nachhaltig für weitere Aufgaben in Sheffield und so stand er bei seinen restlichen sechs Saisoneinsätzen nur einmal in der Anfangself. Erst in der Spielzeit 2008/09 war er mit 20 Partien von Beginn an wieder eine feste Größe im Spiel der „Owls“ und war hinter Sturmkollege Marcus Tudgay bester Torjäger der abgelaufenen Saison.

### Queens Park Rangers (2010–2011)
Im Juni 2010 unterschrieb Clarke bei den Queens Park Rangers einen neuen Zweijahresvertrag und wechselte ablösefrei den Verein.